# Bérénice (Racine)
Pour les articles homonymes, voir Bérénice.
Bérénice est une tragédie  historique en cinq actes et en vers (1 506 alexandrins) de Jean Racine, représentée pour la première fois le 21 novembre 1670 à l’hôtel de Bourgogne, avec Marie Champmeslé, sa nouvelle actrice vedette, dans le rôle-titre. L'épître dédicatoire est adressée à Colbert.
Racine, dans sa préface, résume la pièce : 
« Titus, qui aimait passionnément Bérénice, et qui même, à ce qu’on croyait, lui avait promis de l’épouser, la renvoya de Rome, malgré lui et malgré elle, dès les premiers jours de son empire. » 
Quoique la Troupe du Palais-Royal, que dirigeait Molière, ait joué Tite et Bérénice de Corneille juste une semaine plus tard, la pièce de Racine est entièrement différente de celle de son illustre aîné. 
Contrairement à ce dernier, qui s'est attaché à s'inspirer des faits historiques et à construire l'intrigue de sa pièce sur la rivalité entre Bérénice et Domitie, future épouse de Domitien (frère et successeur de l'empereur Titus), Racine a voulu conserver l'image idéalisée d'un Titus renonçant à l'amour pour obéir à la raison d'État, qui s'est installée dans l'imaginaire sous l'influence de l'historien Suétone. On peut voir ainsi dans cette tragédie comme un reflet de la monarchie absolue et de l'exemplarité de Louis XIV. La princesse Palatine, puis Voltaire, se feront l'écho de l'analogie qui était née dans l'esprit de certains contemporains entre cette histoire et la renonciation fameuse du jeune Louis XIV à Marie Mancini lors du Traité des Pyrénées, qui lui avait imposé le mariage avec l'Infante d'Espagne. En citant Jacques Morel, pour qui « l'œuvre de Racine constitue un long dialogue avec Louis XIV (Théâtre complet, 1980) », un programme de la Comédie-Française précise que « l'action de Titus est donnée en paradigme de la monarchie française, de la légitimité du Roi et [que] Bérénice est la tragédie de la nécessité politique. »

« La tragédie de Racine avait tout lieu de plaire au monarque qui, dans ses actes et dans l'image qu'il renvoyait de la raison d'État, de la continuité monarchique, des pouvoirs et des devoirs qui incombent à la souveraineté, incarna le mieux le vers de Titus : « Mais il ne s'agit plus de vivre, il faut régner. (acte IV, scène 5) » Tout comme Louis XIV qui s'engage à respecter les lois fondamentales du Royaume, rempart contre la tyrannie, Titus rappelle la loi romaine qui lui interdit d'épouser une reine étrangère :
Rome, par une loi qui ne se peut changer,

N'admet avec son sang aucun sang étranger,

Et ne reconnaît point les fruits illégitimes

Qui naissent d'un hymen contraire à ses maximes. (Paulin, acte II, scène 2)
(Programme de Bérénice de la Comédie-Française, représentée à Luçon le 15 avril 2011, p.4-5) »

Depuis le XVIIIe siècle, certains auteurs, au premier rang desquels le propre fils du dramaturge, Louis Racine, ont affirmé l'idée selon laquelle Henriette d'Angleterre aurait demandé aux deux auteurs de composer ces deux pièces simultanément sur le même thème. Cependant, ce concours hypothétique fut combattu en 1907 par Gustave Michaut, puis, cinquante ans plus tard, par Raymond Picard. De nos jours, c'est Georges Forestier qui précise encore les raisons qui portent à croire que Jean Racine, poussé peut-être par la troupe de L'Hôtel de Bourgogne (qui aurait souhaité rivaliser avec celle de Molière), aurait entrepris de se confronter directement au « grand Corneille » (qui avait tant critiqué son Britannicus), après avoir appris que ce dernier préparait un ouvrage sur les amours contrariées de Titus et Bérénice, propice à l'œuvre théâtrale de style élégiaque qu'il souhaitait écrire.
Alors que Tite et Bérénice ne compta que trois représentations, les spectateurs parisiens revenaient pleurer à Bérénice de Racine. En commandant une représentation devant la Cour, le Roi Soleil lui-même exprima sa préférence. Lorsque, par ordonnance du roi, la Comédie-Française eut été fondée en 1680, c'est Bérénice qui fut choisie, après la première représentation honorable du 23 août de Phèdre. Le 23 octobre, cette nouvelle troupe royale commença à jouer Bérénice, de nouveau avec Marie Champmeslé.
Suétone avait raconté l’histoire de l’empereur romain et de la reine de Judée : parce que Rome s’opposait à leur mariage, Titus dut renvoyer Bérénice chez elle, inuitus inuitam (malgré lui, malgré elle). Racine élève la liaison sans doute assez banale d’un Romain et de sa maîtresse au niveau d’un amour absolu et tragique…
Bérénice est longtemps restée dans un purgatoire dont elle n’est ressortie qu’à la fin du XIXe siècle. En 1893, selon une forte volonté de Julia Bartet, un des modèles de la Berma de Marcel Proust, la Comédie-Française reprit cette pièce, mise en scène par Mounet-Sully, et eut le vent en poupe,. Aujourd’hui, c’est l’une des tragédies de Racine les plus jouées après Phèdre, Andromaque et Britannicus.

## Personnages
- Titus, empereur de Rome
- Bérénice, reine de Palestine (Judée)
- Antiochus, roi de Commagène
- Paulin, confident de Titus
- Arsace, confident d'Antiochus
- Phénice, confidente de Bérénice
- Rutile, Romain

## Intrigue

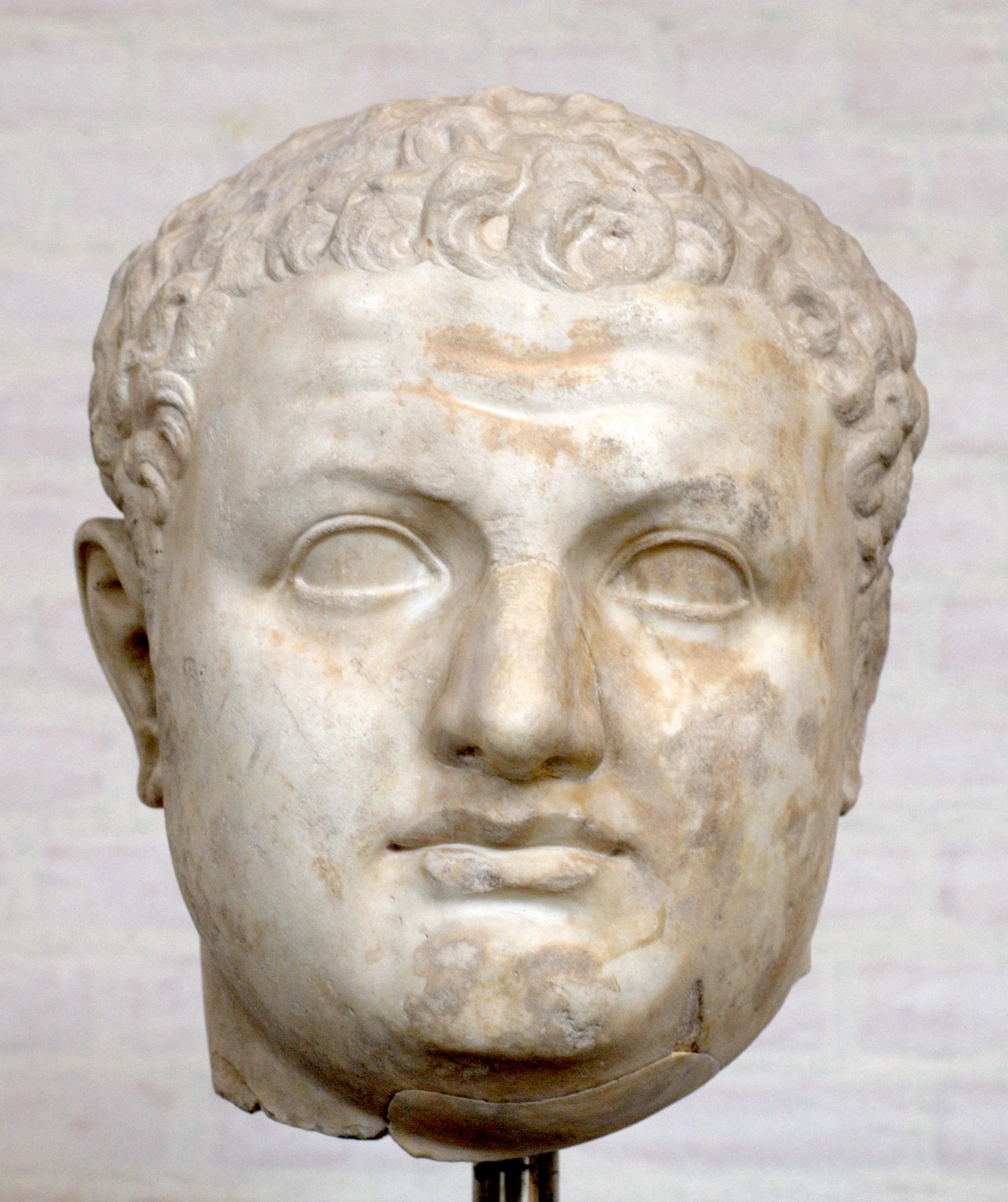
Buste de l'empereur Titus (A.D. 39-79-81).

Depuis la mort de Vespasien, père de Titus, tous s'attendent à une légitimation des amours qui lient celui-ci à Bérénice, reine de Palestine. Antiochus, roi de Commagène, ami proche de Titus, est secrètement amoureux de Bérénice depuis de longues années ; il décide, à l'approche du mariage désormais imminent, de fuir Rome - ce qu'il annonce à Bérénice en même temps qu'il lui avoue son amour pour elle. De son côté, Titus ayant sondé les assemblées romaines qui s'opposent à ses noces décide de renoncer à prendre Bérénice pour femme. Il envoie Antiochus annoncer la nouvelle à la reine. Celle-ci, sachant désormais les sentiments que l'ami de Titus nourrit pour elle, refuse de le croire. Pourtant Titus vient lui confirmer qu'il ne l'épousera pas, tout en la suppliant de demeurer à son côté, ce que, in fine, refuse Bérénice.
La tragédie naît de l’affrontement de deux impératifs inconciliables. Titus ne peut mettre en danger sa mission à la tête de Rome au nom de la passion qui l’unit à Bérénice. La pièce aurait pu procéder par revirements et coups de théâtre pour unir puis éloigner successivement les deux personnages. Racine choisit au contraire de supprimer tous les événements qui pourraient faire de l’ombre à l’unique action du drame : l’annonce, par Titus, du choix qu’il a fait de quitter Bérénice. Titus, à l'acte II, scène 2, après que Paulin lui a annoncé que Rome refuse qu'il épouse une reine comme Bérénice, a pris la décision de la renvoyer. Il lui reste dès lors à l’annoncer à Bérénice et celle-ci doit l’accepter. Leur passion n’est jamais remise en cause, à aucun moment la vie d’un personnage n’est en danger : rien ne vient distraire l’attention. L'habileté artistique de Racine consiste à « faire quelque chose à partir de rien » (préface de Bérénice), à créer chez le spectateur « cette tristesse majestueuse qui fait tout le plaisir de la tragédie » à partir d’un sujet que l’on peut raconter en une phrase (4 vers). La tension atteint son paroxysme à la fin du 4e acte, lorsque Titus explique le drame qui le sépare de Bérénice, qui refuse la décision qu’il a prise. Puis le 5e acte montre admirablement comment les deux personnages font face à leur devoir : contrairement à d’autres personnages de Racine, ils acceptent leur séparation sans se réfugier dans la mort.

## Résumé de la pièce
Acte I
1. Antiochus envoie son confident Arsace chercher la reine.
2. Resté seul, il frémit à l’idée de voir Bérénice pour la dernière fois avant son départ. Il l’aime en secret depuis cinq ans et ne peut supporter de la voir épouser Titus. Doit-il se taire ou parler ?
3. Arsace revient et essaie de le convaincre de rester. Antiochus voudrait lui expliquer ses sentiments.
4. Bérénice arrive, radieuse et rassurée. Malgré son long silence après la mort de son père, Titus l’aime toujours et doit l’épouser. Antiochus lui fait ses adieux mais finit par lui avouer les vraies raisons de son départ. Choquée dans sa gloire et déçue dans son amitié, elle le laisse partir, désespérée.
5. Phénice, sa confidente, regrette ce départ dans l’incertitude de la décision de Titus.

Acte II
1. Titus paraît et renvoie sa suite.
2. Il interroge Paulin sur l’opinion de Rome concernant son mariage avec une reine étrangère. Celui-ci répond qu’elle n’est pas favorable. Mais Titus a déjà pris la décision de sacrifier celle qu’il aime à sa propre gloire. Il est désespéré.
3. On annonce Bérénice et Titus chancelle.
4. Elle s’interroge sur l’attitude de son amant, se plaint, tandis que Titus est incapable de répondre.
5. Inquiète de la brusque fuite de Titus et de son silence, Bérénice en cherche les raisons et parvient à se rassurer.

Acte III
1. Les deux rôles masculins, qui avaient occupé chacun un acte, se rencontrent enfin. Titus s’étonne du départ précipité d’Antiochus mais n’en demande pas la raison. Il le charge d’aller annoncer à Bérénice qu’il la renvoie.
2. Malgré les encouragements d’Arsace, Antiochus se rappelle les sentiments de Bérénice à son égard et oscille entre espoir et inquiétude. Il décide de ne pas être le porteur de la mauvaise nouvelle.
3. Mais Bérénice entre en scène à ce moment et force Antiochus à parler. Elle ne le croit pas et le bannit pour toujours de sa vue avant de sortir, effondrée.
4. Antiochus attend la nuit pour partir, et la confirmation que la reine n’a pas, par désespoir, cherché à attenter à ses jours.

Acte IV
1. Bérénice  nous révèle son profond et douloureux désespoir.
2. Bérénice ne veut pas se changer car elle pense que seule l’image visible de son désespoir peut toucher Titus.
3. Titus envoie Paulin voir Bérénice et reste seul.
4. Il s’interroge sur la conduite à tenir. Il cherche des raisons pour revenir sur sa décision mais son honneur d’empereur finit par l’emporter sur ses sentiments.
5. Arrivée de Bérénice. Ils sont en larmes. Titus prêt à céder parvient à se hausser à une décision présentée comme "romaine". Bérénice qui s’était déclarée prête à rester comme concubine, retrouve sa fierté et sort en annonçant sa mort prochaine, seule issue.
6. Titus se compare à Néron et s’égare dans la douleur.
7. Antiochus lui fait des reproches et l’encourage à aller voir Bérénice.
8. Les corps constitués de Rome arrivent au palais. Titus choisit sans hésiter de les recevoir plutôt que de rejoindre Bérénice.
9. (dans l'édition de 1671, une scène 9 apparaissait) Arsace écoute Antiochus exprimer son désespoir.

Acte V

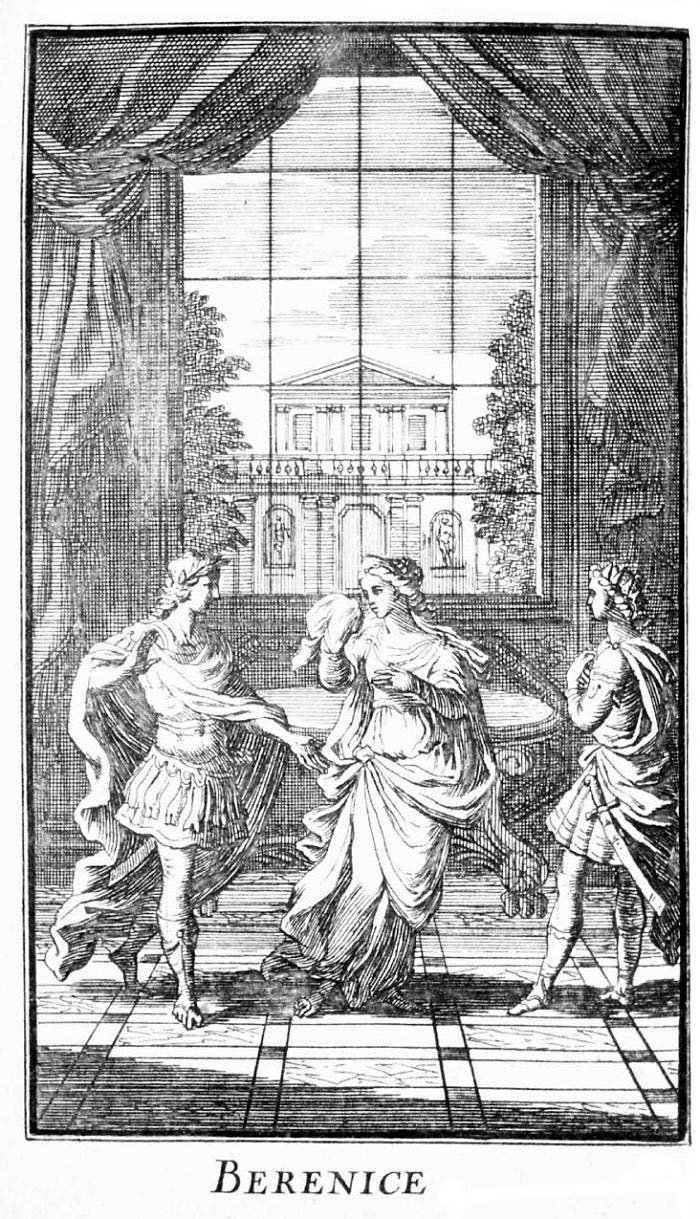
Acte V, scène 7.

1. Le dernier acte s’ouvre sur un Arsace heureux en quête de son maître.
2. Il annonce à Antiochus qui n’ose plus espérer que Bérénice s'apprête à quitter Rome.
3. Titus invite Antiochus à contempler pour la dernière fois l’amour qu’il voue à sa maîtresse.
4. Quiproquo : Antiochus pense qu’il s’agit d’une réconciliation. Il sort, décidé à mourir.
5. Bérénice veut partir sans écouter Titus, qui l’aime plus que jamais. Pendant qu’elle lui renouvelle ses reproches, il apprend par la lettre qu’il lui avait arrachée que son départ est feint et qu’elle veut mourir. Il envoie Phénice chercher Antiochus.
6. Titus explique en une longue tirade ses sentiments, ses raisons d’agir, son souhait de mourir.
7. Pour la première et dernière fois les trois héros sont réunis : Antiochus avoue à Titus qu’il est son rival et qu’il souhaite mourir. Bérénice intervient alors et prononce les mots de la séparation : que tous trois vivent, mais séparés, cultivant le souvenir de leur malheureuse histoire.

## Jugements
Andromaque et Bérénice, par Muriel Mayette :

« Deux œuvres si différentes : l'une cherchant le pardon, l'histoire des amours vierges et des idéaux impossibles, la pièce des revirements et des pulsions destructrices, l'autre, chagrin des amours consommées et périssables, déroulé d'une nuit pour un départ, aucun rebondissement, aucune surprise, mais le long deuil des sentiments. »

« Deux œuvres si proches, dans leur parfaite composition, les lapsus permanents, la chanson intérieure d'un rythme cardiaque épuisé, l'alexandrin maître... Mais tous debout face au monde face à leur destin et seuls, toujours, seuls avec les mots pour ne pas mourir. Le théâtre où le dire est la véritable action. Les mots viennent repousser la violence des sentiments et accouchent au matin d'une nouvelle vie. »

Dans ses Réflexions critiques sur la poésie et sur la peinture (1719), l'abbé Du Bos critiquait sévèrement Bérénice en affirmant que son sujet est mal choisi et ne saurait susciter la compassion:

« Un Prince de quarante ans qu'on nous représente au désespoir & dans la disposition d'attenter sur lui-même, parce que sa gloire & ses intérêts l'obligent à se séparer d'une femme dont il est amoureux & aimé depuis douze ans, ne nous rend guéres compatissant à son malheur. Nous ne sçaurions le plaindre durant cinq actes. [...] Un tel malheur ne sçauroit l'abbatre , s'il a un peu de cette fermeté, sans laquelle on ne sçauroit être, je ne dis pas un Héros, mais même un homme vertueux. [...] C'est faire tort à la réputation qu'il a laissée, c'est aller contre les loix de la vraisemblance & du pathétique véritable, que de lui donner un caractere si mol & si efféminé. [...] Aussi quoique Bérénice soit une piéce très-méthodique & parfaitement bien écrite, le public ne la revoit pas avec le même goût qu'il lit Phédre, & qu'Andromaque. Monsieur Racine avoit mal choisi son sujet [...] »

## Dramaturgie et Bérénice
Touchant la dramaturgie, les trois règles du théâtre classique sont entièrement respectées. D'abord, au regard de l'unité de lieu, il est écrit qu'il s'agit d'un cabinet qui est entre l'appartement de Titus et celui de Bérénice, à Rome, selon la préface de Racine. Ensuite, c'est la déclaration de Titus qui présente l'unité d'action, notamment « Comment ? » et « Quand ? ». Le départ de Bérénice est sa conséquence. Enfin, le drame ne dure que 24 heures (l'unité de temps). La pièce de Racine respecte donc toutes les règles classiques de son temps. De plus la règle de bienséance est respectée également puisque rien de ce qui pourrait heurter la sensibilité du spectateur n'apparaît dans la pièce. La règle de vraisemblance est elle aussi respectée.

## Représentations

### Jusqu'auXXesiècleà laComédie-Française
Jusqu'au XXe siècle à la Comédie-Française,,,

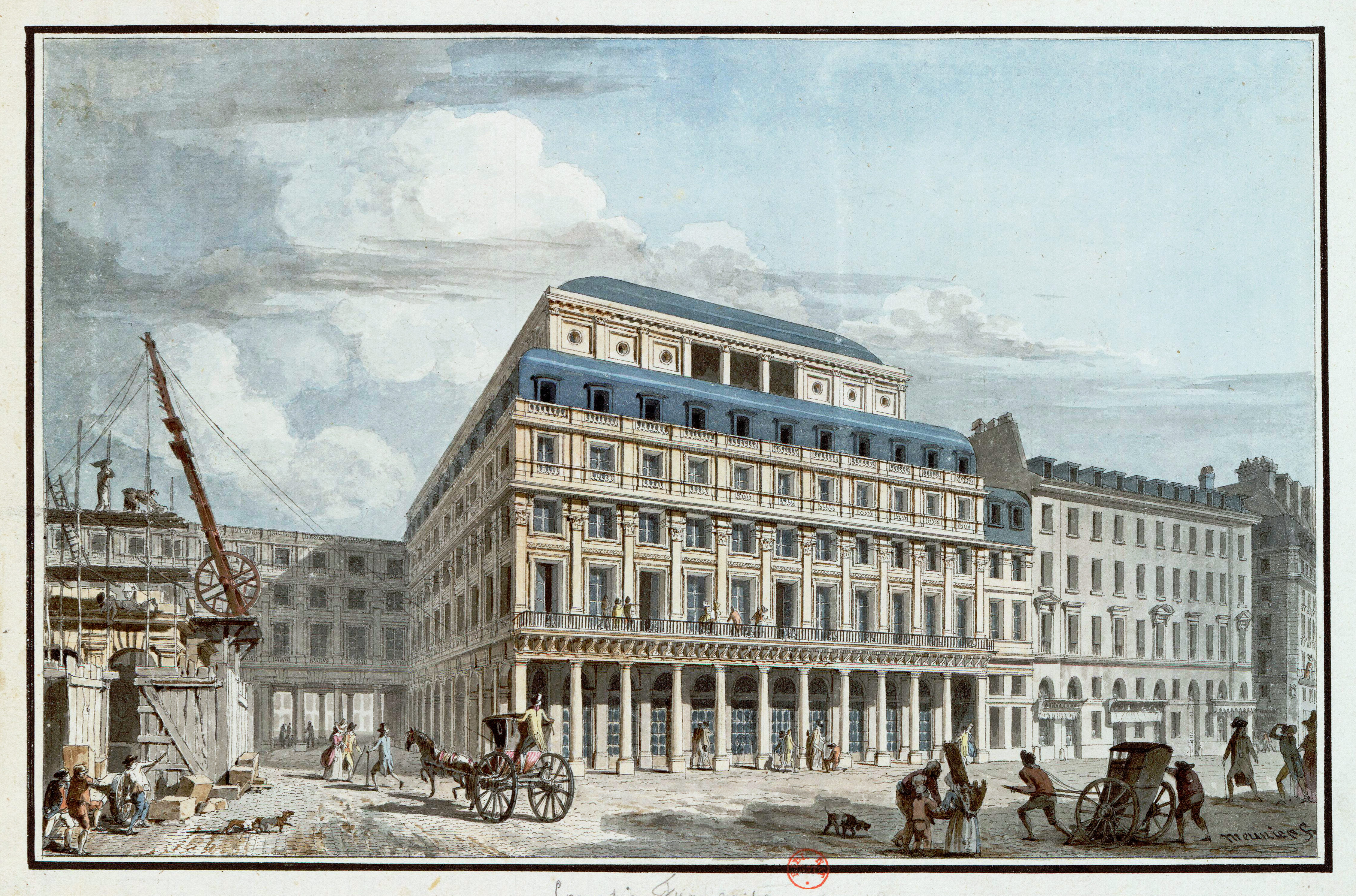
La Comédie-Française au XVIIIe siècle.

- 1680 : avec Marie Champmeslé et Charles Chevillet
- 1717 : avec Adrienne Lecouvreur
- 1720 : avec Adrienne Lecouvreur
- 1724  ainsi que 1728 : avec Adrienne Lecouvreur, Jean-Baptiste-Maurice Quinault ainsi que Abraham-Alexis Quinault
- 1752 : avec Mademoiselle Gaussin, Jean-Baptiste de La Noue ainsi que Jean-Jacques-François Drouin
- 1767 : avec Lekain (Titus) et Bellecour (Antiochus)
- 1782 : avec Mademoiselle Saint-Val cadette (Blanche Alziari de Roquefort), François Molé ainsi que Saint-Prix
- 1783 : avec Mademoiselle Saint-Val cadette (Blanche Alziari de Roquefort), Saint-Fal ainsi que Saint-Prix
- 1788 : avec Louise Desgarcins et François-Joseph Talma (Antiochus)
- 1807 : avec Mademoiselle George, Alexandre-Martial-Auguste Damas ainsi que François-Joseph Talma
- 1844 : avec Rachel Félix et Beauvallet

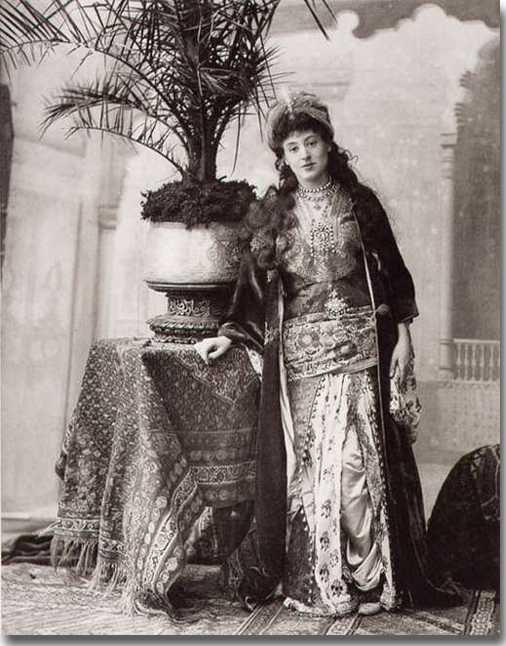
Julia Bartet.

- 1893 : mise en scène Mounet-Sully, avec Julia Bartet, Paul Mounet ainsi que Albert Lambert fils (première représentation de Julia Bartet)
- 1919 : avec Julia Bartet et René Alexandre (dernière représentation de Julia Bartet)
- 1922 : avec Caroline Eugénie Segond-Weber, Maxime Desjardins ainsi que Jean Hervé
- 1923 : avec Gabrielle Colonna-Romano et Maurice Escande (Antiochus)
- 1926 : avec Jean Yonnel (Antiochus)
- 1931 : avec Maurice Donneaud (Antiochus)
- 1932 : avec Marie Ventura, Jean Hervé ainsi que Jean Yonnel
- 1934 : avec Germaine Rouer et Jean Yonnel (Antiochus)
- 1937 : avec Germaine Rouer, Maurice Escande ainsi que Jean Yonnel
- 1942 : avec Germaine Rouer, Jean Chevrier ainsi que Jean Yonnel
- 1945 : avec Jeanne Sully
- 1946 : mise en scène Gaston Baty, avec Annie Ducaux, Jean Yonnel ainsi que Maurice Donneaud
- 1949 : mise en scène Maurice Escande, avec Annie Ducaux, Jean Chevrier ainsi que Paul-Émile Deiber
- 1956 : mise en scène Maurice Escande ainsi que le rôle d'Antiochus, avec Annie Ducaux, Jean Deschamps et Robert Etcheverry
- 1962-1966 : mise en scène Paul-Émile Deiber ainsi que parfois le rôle d'Antiochus, avec Renée Faure puis Denise Noël, André Falcon puis Simon Eine ainsi que Jacques Destoop
- 1966 : mise en scène Roger Planchon, avec Francine Bergé
- 1979 : mise en scène Jean-François Rémi, avec Geneviève Casile, Nicolas Silberg ainsi que Simon Eine
- 1984 : mise en scène Klaus Michael Grüber, avec Ludmila Mikaël, Richard Fontana ainsi que Marcel Bozonnet[17]

### AuXXIesiècle
- 2001 : mise en scène Lambert Wilson ainsi que le rôle d'Antiochus, avec Kristin Scott Thomas et Didier Sandre,

dans le cadre du Festival d'Avignon ainsi qu'Estivales de Perpignan, puis Théâtre national de Chaillot
Des costumes furent dessinés par Christian Lacroix, notamment pour Bérénice et Phénice, des robes de soirée.
- 2006 : mise en scène Jean-Louis Martinelli, avec Marie-Sophie Ferdane et Patrick Catalifo, Théâtre Nanterre-Amandiers

Après son grand succès, Marie-Sophie Ferdane, violoniste et actrice, entra à la Comédie-Française le 23 avril 2007.
- 2008 : mise en scène Lambert Wilson ainsi que le rôle de Titus, avec Carole Bouquet et Fabrice Michel, Théâtre des Bouffes du Nord

Georges Wilson, père de Lambert Wilson, joua Paulin à l'âge de 86 ans, pendant 9 semaines (6 fois par semaine, dont 2 représentations le samedi) sans aucune perturbation, avant de mourir le 3 février 2010.
- 2011 : mise en scène Muriel Mayette, avec Martine Chevallier, Aurélien Recoing ainsi que Jean-Baptiste Malartre,

dans les salles du Pin Galant (Mérignac), de l'Espace Malraux (Joué-lès-Tours), de l'Opéra royal du château de Versailles, du Théâtre Millandy (Luçon), du Théâtre Municipal de Brive-la-Gaillarde, du Théâtre municipal de Grenoble, de la Maison des Congrès et de la Culture (Clermont-Ferrand), de l'Opéra-Théâtre d'Avignon ainsi que du Théâtre du Jorat près de Lausanne. Du 22 septembre au 27 novembre, à la Salle Richelieu. En décembre, à l'Espace Michel Simon de Noisy-le-Grand et au théâtre municipal de Béthune.
Selon une belle tradition depuis 1869, la troupe de la Comédie-Française arpenta en 2011 les routes avec Bérénice.
- 2012 : mise en scène Daniel Paquette, avec Lise Martin, Alexandre Goyette, Théâtre Denise-Pelletier (Montréal), du 7 au 24 novembre 2012.

Critique du Journal de Montréal 
- 2017 : mise en scène Francis Azema, avec Francis Azema ( partition pour un acteur) au Théâtre du Pavé, Toulouse, du 28 février au 11 mars 2017
- 2019 : mise en scène de Robin Renucci, Tréteaux de France, avec Solenn Goix, Sylvain Méallet et Julien Léonelli
- 2022 : mise en scène Muriel Mayette-Holtz, avec Augustin Bouchacourt, Carole Bouquet, Frédéric de Goldfiem, Jacky Ido, Ève Pereur, au Théâtre National de Nice, du 20 mai au 25 mai 2022 puis au théâtre de la Scala à Paris du 15 septembre au 12 octobre
- 2024 : mise en scène Romeo Castellucci, avec Isabelle Huppert à Paris au Théâtre de la Ville du 5 au 28 mars 2024.

## Discographie
- Mise en scène Maurice Escande (1956), avec Annie Ducaux (Bérénice), Jean Deschamps (Titus), Maurice Escande (Antiochus), Jean Marchat (Paulin), Paul-Émile Deiber (Arsace), Jaqueline Morane (Phénice) et Louis Eymond (Rutile) : 2 CD, Éditions Eponymes 2011 extrait.
- Mise en scène Jean-Louis Martinelli (2006), avec Marie-Sophie Ferdane (Bérénice), Patrick Catalifo (Titus) ainsi que Hammou Graïa (Antiochus) : DVD, Copat 2010 extrait.

## Adaptations à l'écran
- Mise en scène et réalisation Raymond Rouleau (1975), avec Danièle Lebrun (Bérénice), Laurent Terzieff (Titus), Robert Rimbaud (Antiochus), Michel Herbault (Arsace), André Valtier (Paulin), Pascale de Boysson (Phénice), Christian Van Cau (Rutile)  [22]
- Réalisation et adaptation par Jean-Daniel Verhaeghe ainsi que par Jean-Claude Carrière, intitulé À propos de Bérénice (2000), avec Carole Bouquet (Bérénice), Gérard Depardieu (Titus), Jacques Weber (Antiochus), Hugues Quester (Arsace), Jean-Marie Winling (Paulin), Isabel Otero (Phénice), Yves Penay (Rutile) [23]

## Adaptation
Rita Strohl (1865-1941) a écrit en 1892, une sonate pour violoncelle intitulée « Titus et Bérénice » et suivant le drame racinien.